# Mary Blathwayt

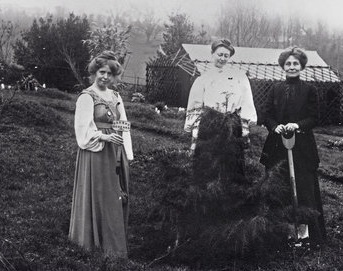
Annie Kenney a l'esquerra, Mary Blathwayt al centre i Emmeline Pankhurst, amb la pala, a Eagle House a Batheaston el 1910

Mary Blathwayt (Worthing, 1 de febrer del 1879 - 25 de juny del 1961) fou una feminista i sufragista anglesa. Vivia a Eagle House, a Somerset. Aquesta casa fou coneguda com el «Lloc de descans de les suffragettes» i tenia un monument en memòria de les protestes de 60 sufragistes.

## Trajectòria
Era filla del coronel Linley Blathwayt, un oficial de l'exèrcit que havia servit a l'Índia, i de la sufragista Emily Blathwayt, de qui el pare era cosí germà. En retirar-se del servei, el coronel Blathwayt i la seua família es van mudar de l'Índia a Eagle House, a BathEaston. Mary va assistir a la Bath High School.
Mary Blathwayt i sa mare anaven a les reunions de la Bath Women's Suffrage Society. El juliol del 1906, Blathwayt donà tres xílings a la Unió Social i Política de les Dones (WSPU). Conegué Annie Kenney en una reunió de la WSPU a Bath i l'ajudà, al costat d'Elsie Howey, Clara Codd i Mary Elizabeth Phillips, a organitzar la campanya de sufragi en la seua àrea. Blathwayt va rebre un subsidi de la seua família per a secundar-la en la seua lluita pels drets de les dones. Moltes persones importants del moviment sufragista foren convidades a quedar-se a sa casa i a plantar un arbre per a no oblidar una sentència de presó.
No obstant això, quan Vera Wentworth i Elsie Howey atacaren el primer ministre Herbert Henry Asquith, això suposà un punt d'inflexió per a la família de Blathwayt. Sa mare renuncià a la WSPU i el seu pare va escriure cartes de protesta a Christabel Pankhurst, Howey i Wentworth. A Pankhurst li van dir que Howey i Wentworth no podien tornar a visitar casa seua. Wentworth els envià una resposta en què expressava el pesar per la seua reacció, però assenyalava que «si el senyor Asquith no rep una delegació, el tornaran a colpejar».

## Mort i llegat
Després de retirar-se de la WSPU, Mary Blathwayt va viure una vida tranquil·la a Eagle House fins a la seua mort, el 25 de juny del 1961. Els seixanta arbres plantats a Eagle House els arrancaren per construir una urbanització. S'hi han plantat altres arbres per a replicar els homenatges perduts.
El diari de Mary Blathwayt revela que degué tenir una aventura amb Pankhurst abans que aquesta es mudàs amb Kenney. Mary Blathwayt va prendre notes de les parelles de Kenney quan es quedà a Eagle House i sembla que ho feu per gelosia. El 1961, l'Autoritat de Planificació Local va permetre que els jardins fossen reconstruïts. La casa es va mantenir però el contingut se'n subhastà, inclòs un fermall de Boadicea que Kenney li havia regalat a Mary Blathwayt.